# 薩林區
薩林區（西班牙語：Distrito de Sarín），是秘魯的一個區，位於該國西北部拉利伯塔德大區的桑切斯卡里翁省，始建於1900年11月3日，面積340.08平方公里，海拔高度2,792米，2005年人口9,009，人口密度每平方公里26人。